# Ривз, Басс
Басс Ривз (англ. Bass Reeves; июль 1838, Крофорд, Арканзас — 12 января 1910, Маскоги, Оклахома) — беглый раб, ганфайтер, фермер, скаут, следопыт, железнодорожный агент и заместитель федерального маршала. Он говорил на языках пяти племён: чероки, чокто, чикасо, семинолы и крики. Басс был одним из первых заместителей федерального маршала афроамериканского происхождения к западу от реки Миссисипи, в основном работавшим на Индейской территории. Регион был насыщен конокрадами, угонщиками скота, ганфайтерами, бандитами, бутлегерами, мошенниками и убийцами. Ривз за свою жизнь произвёл от 3000 до 4000 арестов, убив двадцать человек при исполнении служебных обязанностей.

## Биография
Ривз родился рабом в округе Кроуфорд штата Арканзас. Его родители были рабами, принадлежавшими законодателю штата Арканзас Уильяму Стилу Ривзу. Во время Гражданской войны в США его владельцы сражались на стороне Конфедерации. В какой-то момент Ривз сбежал на Индейскую территорию, где изучил языки и обычаи американских индейцев, а также навыки выслеживания и выживания. В конце концов он стал фермером и владельцем ранчо. К 1875 году 37-летний Ривз был нанят заместителем федерального маршала вместе с другими людьми. К тому времени он был хорошо знаком с Индейской территорией и прослужил там более 32 лет в качестве офицера по поддержанию мира на территории площадью более 75 000 кв. миль (около 200 тыс. км²) на территории нынешней Оклахомы. За свою жизнь Ривз был жертвой нескольких трагедий. Он случайно застрелил своего повара Уильяма Лича, что привело к судебному делу Соединённые Штаты против Басса Ривза, по которому он был оправдан. Его первая жена Дженни умерла в 1896 году, а в 1902 году ему пришлось арестовать своего сына Бенджамина «Бенни» Ривза, обвинённого в убийстве своей жены Кастеллы Браун. 22 января 1903 года Бенни был признан виновным присяжными в Маскоги и приговорён к тюремному заключению в федеральной тюрьме в Ливенворте в штате Канзас. Бенни был освобождён после одиннадцати лет тюремного заключения и прожил остаток своей жизни как образцовый гражданин.
Индейская территория включала большую часть того, что стало Восточной Оклахомой 16 ноября 1907 года, когда Оклахома стала штатом. Прежняя должность Ривза, заместитель федерального маршала, была упразднена, и он стал офицером полицейского управления Маскоги, где прослужил два года, пока не был вынужден уйти в отставку из-за ухудшения здоровья.
Ривз столкнулся с одними из самых безжалостных преступников своего времени. Его любимым оружием были винтовки Winchester моделей 1873 и 1892 годов. Он также некоторое время использовал Colt Single Action 1873 года Peacemaker калибра .45 Он выследил и убил известного преступника Джима Уэбба, убившего более одиннадцати человек. Ещё одним печально известным преступником, с которым столкнулся Ривз, был убийца и конокрад Уайли Беар, которого он поймал вместе с его бандой, в которую входили Джон Симмонс и Сэм Лэсли. Ривз участвовал в перестрелке с десперадо Фрэнком Баком из Крика, которого застрелил.

## Наследие
Ривз — персонаж ряда телешоу, фильмов, романов, стихов и книги. В 2013 году он был включён в ковбойский зал славы Техасская тропа славы. Бронзовая статуя Ривза была установлена в парке Пендерграфт в Форт-Смите (штат Арканзас), а в Оклахоме в его честь был назван Мемориальный мост Басса Ривза.